# Медаль «Братство по оружию»
Медаль «Братство по оружию» — медаль Польской Народной Республики.

## История
Медаль учреждена Решением Правительства Польской Народной Республики от 7 октября 1963 года.
Предназначалась для награждения военнослужащих Советской Армии за заслуги в укреплении боевого содружества и военного сотрудничества, а также граждан стран — участников Варшавского Договора и других социалистических и иных дружественных государств.
Награждение медалью производилось от имени Премьер-министра Польской Народной Республики.

### Описание знака
Медаль «Братство по оружию» круглая диаметром 30 мм. Изготавливалась из посеребренного металла.
На лицевой стороне медали в центральной её части помещено изображение Грюнвальдского знака, верхняя часть которого выступает за пределы медали. Щит Грюнвальдского знака прикрывает центральную часть карты Польской Народной Республики. Западная и восточная части карты выступают из-под щита. В верхней части щита изображение символа Войска Польского — геральдический орёл, восседающий на щите амазонки. По сторонам от щита амазонки года: «1410» (год Грюнвальдской битвы) и «1945» (год битвы за Берлин); под щитом надписи в две строки:  «GRUNWALD» и «BERLIN». Медаль окружена кольцом с надписью вдавленными буквами: «BRATERSTWO BRONI NA STRAŻY POKOJU I SOCJALIZMU». В верхней части медали расположены ветви дуба и лавра (на 11 и 1 час по циферблату соответственно). Ветви выступают за пределы медали. К верхушкам ветвей приварены ушки.
На оборотной стороне медали в центральной её части надпись в три строки: «MINISTERSTWO / OBRONY / NARODOWEJ», ограниченная надписью по кругу: «POLSKA RZECZPOSPOLITA LUDOWA». Между словами: «LUDOWA» и «POLSKA RZECZPOSPOLITA» две маленькие трехконечные звездочки.
Изображения и надписи на медали выпуклые рельефные.
До 1975 года медаль «Братство по оружию» носилась на прямоугольной посеребренной колодочке с двумя узкими горизонтальными прорезями для ленты и двумя ушками в нижней части. Двумя кольцами, продетыми в ушки, колодочка соединялась с медалью.
К оборотной стороне колодочки приваривалась английская булавка для крепления медали к одежде.
Размеры колодочки 30 мм х 10 мм.
С 1975 года медаль носилась на стандартной ленте. Крепление медали с лентой осуществлялось при помощи кольца и двух цепочек.

### Лента
Лента медали шелковая муаровая тёмно-красного (кларет) цвета с тремя белыми продольными полосками. Ширина ленты 30 мм, ширина белых полосок 3,5 мм каждая.